# Noviny pod Ralskem
Noviny pod Ralskem – gmina w Czechach, w powiecie Česká Lípa, w kraju libereckim. 1 stycznia 2014 liczyła 293 mieszkańców.